# 靳磊
靳磊（1970年2月—），男，河南济源人，中华人民共和国政治人物，经济师。1992年7月参加工作，1999年10月加入中国共产党。曾任安阳市人民政府市长，中共德阳市委书记，中共四川省委常委、政法委书记、社会工作部部长。现任中共四川省委常委、组织部部长、省委党校校长。

## 生平

### 河南
1988年毕业于武汉大学政治学系行政管理专业，厦门大学金融学专业在职经济学硕士学位，1992年7月进入河南省计经委工作。
2011年12月，任河南省发展和改革委员会副主任；
2015年4月，任中共周口市委常委、组织部部长；
2016年9月，任中共郑州市委副书记，市委党校校长；
2018年9月，任安阳市人民政府市长。

### 四川
2019年12月，跨省任中共德阳市委书记。
2022年5月，任中共四川省委常委。同年7月，兼任省委政法委书记。2024年1月，兼任省委社会工作部部长，至2025年6月27日。
2025年1月，不再担任省委政法委书记一职，转任省委组织部部长。